# Як стати щасливим
«Як стати щасливим» (рос. «Как стать счастливым») — російський радянський художній фільм 1986 року, фантастична комедія режисера Юрія Чулюкіна.

## Сюжет
1980 рік. У маленькому містечку Лєсогорськ живе скромний учитель фізики. Він винаходить диво-апарат, який може визначити в дитині здібності до професії і ступінь талановитості. Винахідник приїжджає в Москву, але до його пристрою всі ставляться скептично.
Проходить десять років. Настає майбутнє і, згідно з прогнозами винахідника, починають з'являтися один за іншим таланти і всі суцільно родом з Лєсогорська: артисти, спортсмени, вчені… Кореспондент столичної газети Гоша, який десять років тому пройшов повз сенсації, поспішно кидається разом зі своїм сином шукати генія. Однак, пізно — винахідник вже помер…

## У ролях
| Актор                   | Роль                                         |
| ----------------------- | -------------------------------------------- |
| Микола Караченцов       | Гоша                                         |
| Марина Дюжева           | дружина Гоші Зоя                             |
| Лев Дуров               | дідок-винахідник                             |
| Володимир Шевельков     | Слава                                        |
| Олена Валюшкина         | Ліда                                         |
| Тетяна Пельтцер         | бабуся Ліди                                  |
| Кирило Головко-Серський | Син Гоші і Зої Вовик                         |
| Віктор Філіппов         | дядько Боря                                  |
| Семен Фарада            | Колобок                                      |
| Іон Унгуряну            | директор Інституту мозку Дмитро Сергійович   |
| Людмила Чулюкіна        | Раечка                                       |
| Всеволод Шиловський     | головний редактор                            |
| Сергій Балабанов        | Міша                                         |
| Ігор Ясулович           | чоловік, що виступає на відкритті пам'ятника |
| Олександр Масляков      | ведучий конкурсу                             |
| Вадим Александров       | співробітник редакції Лисий                  |
| Володимир Носик         | співробітник Інституту мозку учений          |
| Микола Карнаухов        | вахтер Степанович                            |
| Ксенія Козьміна         | співробітниця віварію Інституту мозку        |
| Зоя Василькова          | співробітниця Інституту мозку                |
| Зоя Ісаєва              | співробітниця редакції                       |
| Рано Хамраєва           | співробітниця Інституту мозку                |
| Олександр Левшин        | науковий співробітник Інституту мозку        |

## Знімальна група
- Режисер: Юрій Чулюкін
- Сценаристи: Георгій Кушніренко, Юрій Чулюкін
- Оператор: Євген Гуслінський
- Композитор: Володимир Дашкевич
- Художник: Петро Кисельов